# Pteris distans
Pteris distans är en kantbräkenväxtart som beskrevs av John Smith. Pteris distans ingår i släktet Pteris och familjen Pteridaceae. Inga underarter finns listade.